# Cervejaria Westvleteren

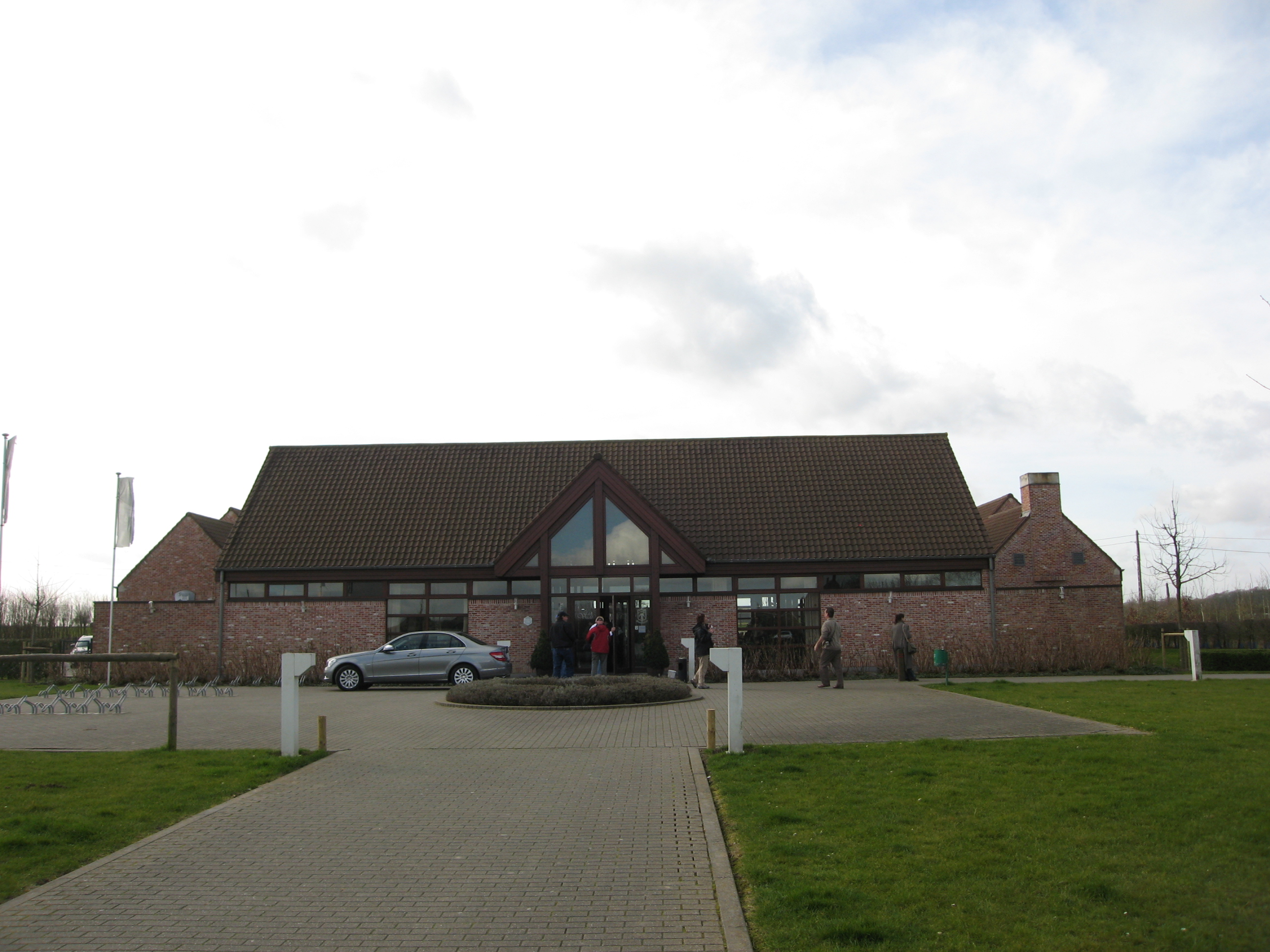
Centro de Visitantes da Westvleteren

Westvleteren (Dutch: Brouwerij Westvleteren) é uma cervejaria fundada em 1839 no mosteiro trapista de Saint Sixtus em Vleteren, Belgium, não muito distante do centro produtor de lúpulo de Poperinge. 
As três cervejas fabricadas pela cervejaria alcançaram reputação internacional de qualidade sendo que a Westvleteren 12 é considerada por alguns a melhor cerveja do mundo. As cervejas não são feitas de forma a atender a demanda comercial e são vendidas em pequenas quantidades semanais na porta do monastério a compradores individuais que realizaram a reserva.

## Orientação Comercial
Como todas as cervejarias Trapistas,  a cerveja é vendida com o propósito de financiar as atividades do monastério e outras causas filantrópicas. Os monges afirmam que apenas produzirão o suficiente para os custos do monastério e que não ampliarão a oferta, não importando a demanda. Conforme afirmado pelo Pai Abbot:"Nós não somos cervejeiros. Somos monges. Fazemos cervejas para que possamos ser monges."

## Cervejas
A cervejaria produz três cervejas:

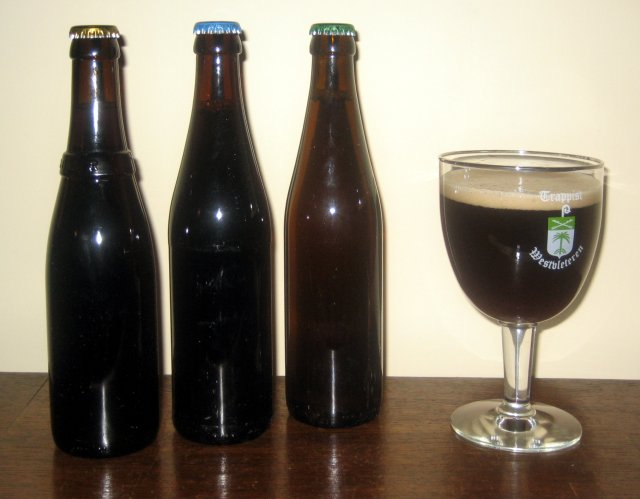
As cervejas Westvleteren

- Westvleteren Blonde (tampa verde), 5.8% ABV
- Westvleteren 8 (tampa azul) (antigamente se chamava Extra), 8% ABV.
- Westvleteren 12 (tampa amarela) (antigamente se chamava Abt), a 10.2% ABV